# Noites do Sertão (filme)
Noites do Sertão é um filme brasileiro de 1983 dirigido por Carlos Alberto Prates Correia, baseado na novela Buriti, de Guimarães Rosa, publicada no livro Corpo de Baile.

## Sinopse
Belo Horizonte, 1950. Desquitada de Irvino, que fugiu com outra mulher, a bela e frágil Lalinha vai viver na fazenda Buriti Bom com as duas cunhadas e o sogro viúvo. A amizade da família a conforta e aos poucos ela conhece a gente do lugar. O veterinário Miguel chega para vacinar o gado e desperta o amor da mais nova. Quando ele parte, uma inesperada trama libidinal se estabelece, Maria Behú morre e Lalinha volta para a cidade, deixando por lá Iô Liodoro e a linda Glória dos cabelos em quantidade de sol.

## Elenco
- Cristina Aché (Lalinha)
- Débora Bloch (Maria da Glória)
- Carlos Kroeber (Iô Liodoro)
- Carlos Wilson (Nhô Gualberto)
- Tony Ramos (Miguel)
- Milton Nascimento (Chefe Zequiel)
- Sura Berditchevsky (Maria Behú)
- Maria Sílvia (Dona-Dona)
- Hileana Menezes (Dionéia)
- Ruy Polanah (Inspetor)
- Tavinho Moura (Violonista)
- Marcos de Paula (Norilúcio)
- Maria Alves (Dô-Nhã)
- Antônio Grassi (Caçador)

## Prêmios e indicações
- Festival de Gramado - Kikito de Ouro de Melhor Atriz  (Débora Bloch)
- Festival de Gramado - Kikito de Ouro de Melhor Montagem (Idê Lacreta)
- Festival de Gramado - Kikito de Ouro de Melhor Trilha Sonora (Tavinho Moura)
- Festival de Gramado - Kikito de Ouro de Melhor Música Original
- Festival de Gramado - Kikito de Ouro de Melhor Cenografia
- Festival de Gramado - Kikito de Ouro de Melhores Efeitos Sonoros
- Festival de Gramado - Kikito de Ouro de Melhor Atriz Coadjuvante (Maria Sílvia)
- Festival de Gramado - Prêmio do Júri Especial (Carlos Alberto Prates Correia)
- Festival de Cartagena - Prêmio de Melhor Atriz (Débora Bloch)
- Festival de Cartagena - Prêmio de Melhor Fotografia (Tadeu Ribeiro)
- Festival de Cartagena - Prêmio de Melhor Figurino
- Festival de Brasília - Troféu Candango de Melhor Atriz (Débora Bloch)
- Festival de Brasília - Troféu Candango de Melhor Ator Coadjuvante (Carlos Wilson)
- Festival de Brasília - Troféu Candango de Melhor Trilha Sonora (Tavinho Moura)
- Festival de Brasília - Troféu Candango de Melhor Fotografia (Tadeu Ribeiro)
- Festival de Brasília - Troféu Candango de Melhores Efeitos Sonoros

### Indicações
- Festival de Gramado - Indicado ao Kikito de Ouro de Melhor Filme